# بلاسيو دي ديبورتس دي مورسيا
بلاسيو دي ديبورتس دي مورسيا (بالإسبانية: Palacio de Deportes de Murcia)‏ صالة رياضية مغلقة في مدينة مورسيا في إسبانيا، تستخدم لرياضة كرة السلة وكذلك لعبتة كرة القدم داخل الصالات ، وهي معقل نادي سي بي مورسيا الذي يلعب في بطولة الدوري الإسباني لكرة السلة، أُفتتحت الصالة سنة 1994 ، وتتسع الصالة إلى 7,454 متفرج.